# Naturschutzgebiet Lennesteilhang Garenfeld

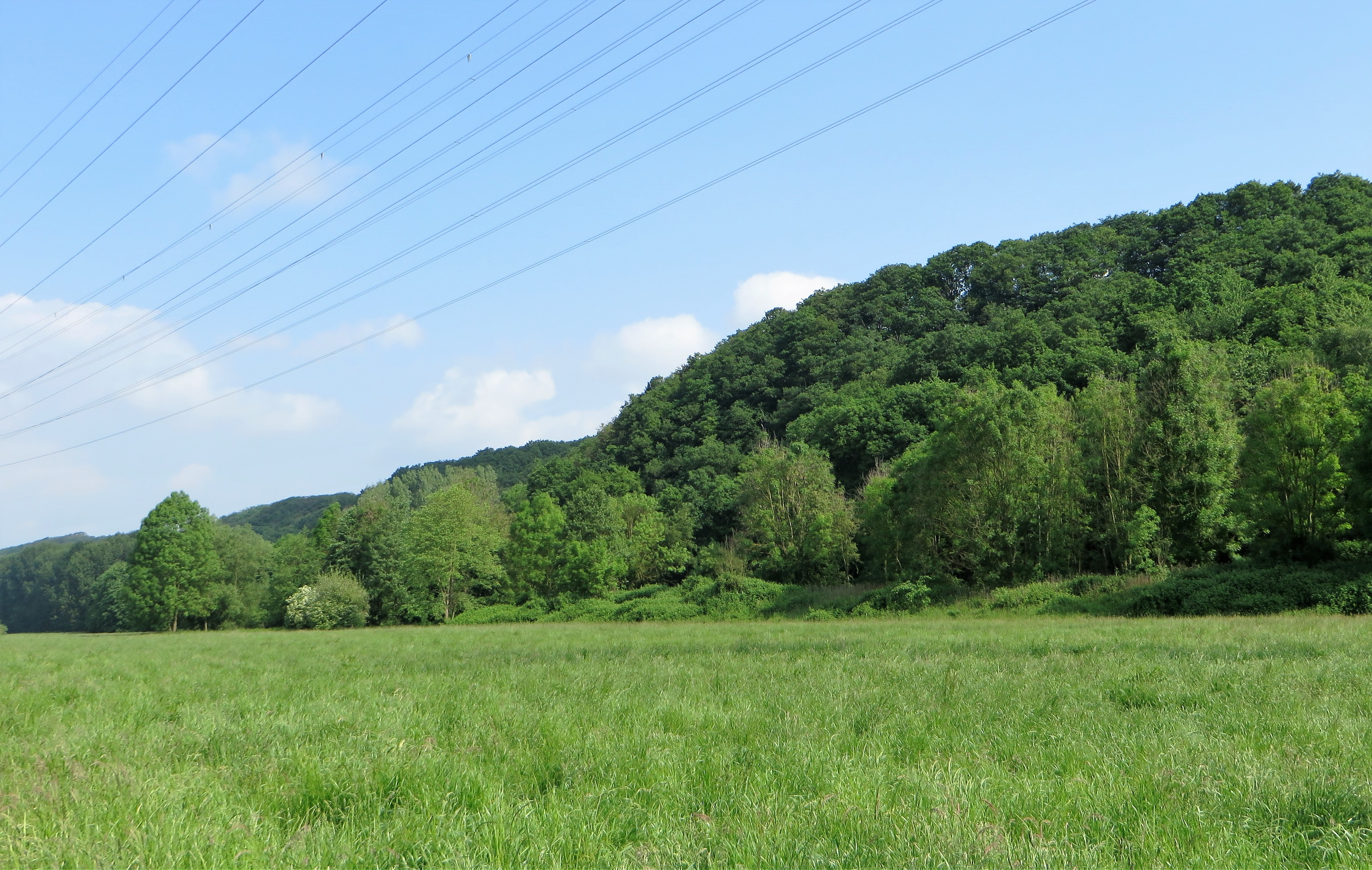
Naturschutzgebiet Lennesteilhang Garenfeld, Wald im Hintergrund

Das Naturschutzgebiet Lennesteilhang Garenfeld mit einer Flächengröße von 45,34 ha befindet sich auf dem Gebiet der kreisfreien Stadt Hagen in Nordrhein-Westfalen. Das Naturschutzgebiet (NSG) wurde 1994 mit dem Landschaftsplan der Stadt Hagen vom Stadtrat von Hagen ausgewiesen. Im Norden grenzt der Zipfel des NSG an die A 1. In Norden bzw. Nordosten grenzen ein Waldgebiet, landwirtschaftliche Flächen, Ein Umspannwerk und Bebauung mit einem Sportplatz an. Im Süden grenzt die L 705 an. Etwas weiter südlich liegt die A 45 und die Lennetalbrücke. Sonst ist es von Wald umgeben. Nur durch die L 674 getrennt liegt der Hauptteil vom Naturschutzgebiet Lenneaue Kabel. An eine kleine Teilfläche vom Naturschutzgebiet Lenneaue Kabel grenzt das NSG direkt an. In diesem NSG liegt die Flussaue und Lenne.

## Gebietsbeschreibung
Das NSG umfasst den bewaldeten Steilhang der Garenfelder Hauptterrasse zur Lenne. Das NSG hat eine Breite von 60 bis 300 m. Der Steilhang weist Hangneigungen um 50 bis 60 % auf. Am Fuß des Steilhangs und in den eingeschnittenen Siepentälern tritt der Karbon-Sandstein als freigelegter Fels zu Tage. Die Siepen verlaufen quer zum Steilhang. In den Siepen verlaufen kleine Bäche, die im oberen Bereich der Siepen aus Quellmulden entspringen und in den zu Teichen aufgestauten Kahlenbergbach am Hangfuß entwässern. Der Hang ist durchgehend mit weitgehend natürlichem bis naturnahem Wald bedeckt und stellt den größten Hangwaldkomplex im Hagener Raum dar.

## Schutzzweck
Das NSG wurde zur Erhaltung und Wiederherstellung von Lebensgemeinschaften oder Lebensstätten bestimmter wildlebender Pflanzen- und wildlebender Tierarten sowie zur Erhaltung und Entwicklung überregional bedeutsamer Biotope seltener und gefährdeter sowie landschaftsraumtypischer wildlebender Pflanzen- und wildlebender Tierarten von europäischer Bedeutung als Naturschutzgebiet ausgewiesen.